# Grosi
Grosi, bürgerlich Michael Grossenbacher (* 23. November 1973 In Bern) ist ein Schweizer Comedian, Sänger und Entertainer. 

## Karriere
1993 startete Grosi als Mitglied der A-cappella-Showgruppe «Bagatello». Als Gründungsmitglied war er über 16 Jahre Mitglied dieser Formation, welche 2008 mit dem Schweizer Showpreis «Prix Walo» als beste Comedy ausgezeichnet wurde. 2009 beendete «Bagatello» die gemeinsame Zeit und löste sich auf. Als bisher einziges Mitglied des Comedy-Quintetts startete Grosi eine Solokarriere. 2011 feierte sein erstes Soloprogramm «Therapie» Premiere, eine Mischung aus Stand-up-Comedy und Livemusik. Stets mit auf der Bühne ist eine dreiköpfige Band. 2012 folgte mit «Therapie – die doppelte Dosis» das zweite Soloprogramm, welches bis Mitte 2013 aufgeführt wurde. Von dieser Show wurde eine Live-DVD veröffentlicht. Im März 2014 startete Grosi mit seinem mittlerweile dritten Bühnenprogramm «Gigantenstadl», welches eine Parodie des TV-Formats «Musikantenstadl» ist. Im Sommer 2014 folgen erste Openair-Auftritte von Grosis Gigantenstadl, darunter beim Heitere Open Air und dem Brienzer Rockfest.  
Anfang 2016 engagierte sich Grosi an verschiedenen Orten in Griechenland (Lesbos, Idomeni, Thessaloniki) und auf dem Balkan in der Flüchtlingshilfe. Er gründete mit «The Voice of Thousands» eine eigene NGO und wurde 2018 zum Co-Präsidenten des Dachverbands freiwillige, humanitäre Hilfe Schweiz «Dahumas» gewählt. Er wurde während einigen Jahren bei seiner freiwilligen Arbeit von einem Filmteam begleitet und ist als Protagonist im Dokumentarfilm «Volunteer» zu sehen, der am Zurich Film Festival 2019 den Publikumspreis und den Basler Filmpreis erhielt.  
Seit der letzten Aufführung des Gigantenstadls hat Grosi kein abendfüllendes Programm mehr erarbeitet. Er tritt als Moderator und Schauspieler regelmässig in der Öffentlichkeit auf. Seit Januar 2015 erscheint jeden Sonntag beim Hauptstadt Radio von Bern, Radio Bern1, seine Satiresendung «Grosis Wochensatire». Zudem ist Grosi seit April 2018 Talkmaster beim privaten TV-Sender TeleBärn, wo er die Sendung TalkTäglich moderiert. 

### Bisherige Bühnenshows
| Jahr | Programm                    | Formation  |
| ---- | --------------------------- | ---------- |
| 2014 | Gigantenstadl               | Grosi solo |
| 2012 | Therapie die doppelte Dosis | Grosi solo |
| 2011 | Therapie                    | Grosi solo |
| 2007 | Jukebox                     | Bagatello  |
| 2005 | Unbedingt                   | Bagatello  |
| 2003 | M.R.B. ff                   | Bagatello  |
| 2002 | M.R.B.                      | Bagatello  |
| 1999 | MIXtour                     | Bagatello  |
| 1996 | Warp 8,6                    | Bagatello  |
| 1993 | Forellenprogramm            | Bagatello  |

### Bisherige Ton- und Bildträger
| Titel                         | Art | Formation                              |
| ----------------------------- | --- | -------------------------------------- |
| Therapie – die doppelte Dosis | DVD | Grosi solo                             |
| Heimatland                    | CD  | Grosi, Rolf Stahlhofen, Paulo Mendonca |
| Therapie                      | CD  | Grosi solo                             |
| Jukebox                       | DVD | Bagatello                              |
| The Black Album               | DVD | Bagatello                              |
| Zäme                          | CD  | Bagatello                              |
| Unbedingt                     | DVD | Bagatello                              |
| Im Name vom SCB               | CD  | Grosi, QL, Slädu                       |
| M.R.B.                        | DVD | Bagatello                              |
| Mixtour                       | CD  | Bagatello                              |

## Leben
1973 in der Schweiz geboren wuchs Grosi in Deutschland als Sohn eines Pfarrers und einer Sozialarbeiterin auf. Mit 10 Jahren zog er zusammen mit seiner Familie in die Schweiz. Nach seiner Schulzeit in Meiringen absolvierte Grosi die Ausbildung zum Realschullehrer. Neben seiner Karriere als Musiker und Comedian arbeitete Grosi auch als Journalist, als Moderator von grossen Sportevents und als Fanarbeiter beim Schlittschuhclub Bern. Seit seiner Ausbildung lebt Grosi in der Region Bern.
Grosi ist verheiratet und hat einen Sohn. Seinen Übernamen Grosi (in der Schweiz der Ausdruck für Grossmutter) bekam er in Jugendjahren und ist mittlerweile sein Künstlername und als Marke geschützt.

## Politik
Seit November 2022 ist Michael Grossenbacher Vizepräsident der SP Kanton Bern. Bei den Schweizer Parlamentswahlen 2023 kandidierte er um einen Sitz im Nationalrat, wurde jedoch knapp nicht gewählt und steht nun auf dem ersten Ersatzplatz.